# Paolo Maldini
Paolo Cesare Maldini (* 26. Juni 1968 in Mailand) ist ein ehemaliger italienischer Fußballspieler und heutiger Fußballfunktionär. Der Abwehrspieler verbrachte von 1978 bis 2009 seine gesamte Jugend- und Profikarriere bei der AC Mailand, mit der er insgesamt 26 Titel gewann, unter anderem sieben Mal die italienische Meisterschaft und fünf Mal die UEFA Champions League.
Mit 902 Pflichtspieleinsätzen ist er Rekordspieler des Vereins und war von 1997 bis 2009 Mannschaftskapitän. Er gilt als einer der besten Abwehrspieler aller Zeiten und ist unter anderem Teil der Hall of Fame des Italienischen Fußballs, des Ballon d’Or Dream Team sowie der FIFA 100. Seine Rückennummer 3 wurde aufgrund der Verdienste und Treue zum Verein bis heute nicht mehr vergeben.
Er lief 126 Mal für die italienische Nationalmannschaft auf, mit der er 1994 Vize-Weltmeister und 2000 Vize-Europameister wurde.
2018 wurde er bei der AC Mailand als Direktor für strategische Entwicklung im Bereich Sport tätig, anschließend war er von 2019 bis 2023 Technischer Direktor.

## Karriere

### Verein

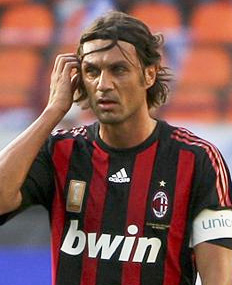
Paolo Maldini (2008)

Paolo Maldini wurde am 26. Juni 1968 in Mailand geboren und ist eines von sechs Kindern des ehemaligen Fußballprofis Cesare Maldini. Der Vater war italienischer Nationalspieler und spielte den Großteil seiner Karriere für die AC Mailand. Anschließend arbeitete er als Trainer für verschiedene Klubs der Serie A. Ab seinem zehnten Lebensjahr wurde Paolo in der Jugendabteilung der Rossoneri fußballerisch ausgebildet. In der Saison 1984/85 gab Maldini sein Serie-A-Debüt, als er am 20. Januar 1985 beim Spiel gegen Udinese Calcio zur Halbzeit für den verletzten Sergio Battistini eingewechselt wurde. Im weiteren Saisonverlauf absolvierte der 16-jährige Nachwuchsspieler kein weiteres Spiel in der italienischen Liga.
In der Folgesaison 1985/86 avancierte Maldini zum Stammspieler und agierte zumeist als Innen- oder linker Außenverteidiger. Der Scudetto in der Saison 1987/88 war der erste Titel, den Maldini mit seinem Club gewann. Ab Ende der 1980er Jahre spielte Maldini an der Seite von Franco Baresi, Marco van Basten, Roberto Donadoni, Ruud Gullit und Frank Rijkaard. Ab dieser Zeit gewann Maldini mit der AC Mailand zahlreiche nationale und internationale Titel und erreichte siebenmal die nationale Meisterschaft, einmal den nationalen Pokal und fünfmal die Supercoppa Italiana. Darüber hinausgehend gewann Maldini mit seinem Klub zweimal den Europapokal der Landesmeister, dreimal die Champions League, fünfmal den UEFA Super Cup, zweimal den Weltpokal und einmal die FIFA-Klub-Weltmeisterschaft.
Im Jahr 1994 wurde Maldini, der mit seinem Verein im selben Jahr den Scudetto und die Champions League gewonnen hatte, vom World-Soccer-Magazin zum Spieler des Jahres gewählt. Damit ist er der erste Abwehrspieler, der diese Auszeichnung erhielt. Nach dem Karriereende der Klublegende Franco Baresi zum Saisonende 1996/97, übernahm Maldini das Amt als Mannschaftskapitän. Am 11. März 2007 bestritt er im berühmten Stadtderby gegen Inter Mailand seinen 600. Ligaeinsatz. Er war mit 647 Liga-Einsätzen, bis ihn Gianluigi Buffon am 4. Juli 2020 übertraf, Rekordspieler der Serie A. Sein letztes Spiel, zugleich das 902. im Trikot der Mailänder, bestritt er am 31. Mai 2009 auswärts gegen die AC Florenz (2:0-Sieg).
Am 16. Dezember 2007 gab Maldini im Rahmen der FIFA-Klub-Weltmeisterschaft in Yokohama bekannt, 2008 seine Karriere beenden zu wollen, revidierte seinen Entschluss aber zwei Tage nach dem Ausscheiden der AC Mailand im Achtelfinale der Champions League gegen den FC Arsenal am 7. März 2008 und verlängerte seinen Vertrag bei Mailand bis zum 30. Juni 2009. Am 17. April 2009 gab Maldini schließlich bekannt, dass er seinen Vertrag bei der AC Mailand nicht erneut verlängern werde und beendete seine Karriere am Ende der Saison 2008/09. Er ließ außerdem verlauten, dass er weiterhin im Fußballgeschäft tätig sein wolle, jedoch nicht als Trainer.

### Nationalmannschaft
Maldini gab am 31. März 1988 unter Azeglio Vicini beim 1:1-Unentschieden gegen Jugoslawien sein Debüt in der italienischen Nationalmannschaft. Bei der EM 1988 hatte er als jüngster Turnierteilnehmer vier Einsätze, schied aber mit den Azzurri im Halbfinale gegen die UdSSR aus. Er war von 1994 bis 2002 Kapitän seines Landes und mit 126 Länderspielen bis 2009, als ihn Fabio Cannavaro ablöste, Rekordnationalspieler Italiens.
Höhepunkte in Maldinis internationaler Karriere waren die Finalteilnahmen bei der WM 1994 (Niederlage gegen Brasilien) und der EM 2000 (Niederlage gegen Frankreich). Bei der WM 1990 im eigenen Land scheiterte Italien im Halbfinale an Argentinien und beendete das Turnier auf Rang drei. Insgesamt nahm Maldini mit Italien an vier Welt- (1990, 1994, 1998, 2002) und drei Europameisterschaften (1988, 1996, 2000) teil.
In den Jahren 1996 bis 1998 spielte er unter seinem Vater Cesare Maldini in der italienischen Nationalmannschaft. Nach dem glücklosen Verlauf der WM 2002 für Italien (Italien scheiterte im Achtelfinale an Südkorea) trat Maldini aus dem Nationalteam zurück. Die Rückkehr in die italienische Nationalmannschaft zur EM 2004 und zur WM 2006 lehnte er jeweils ab.

## Erfolge

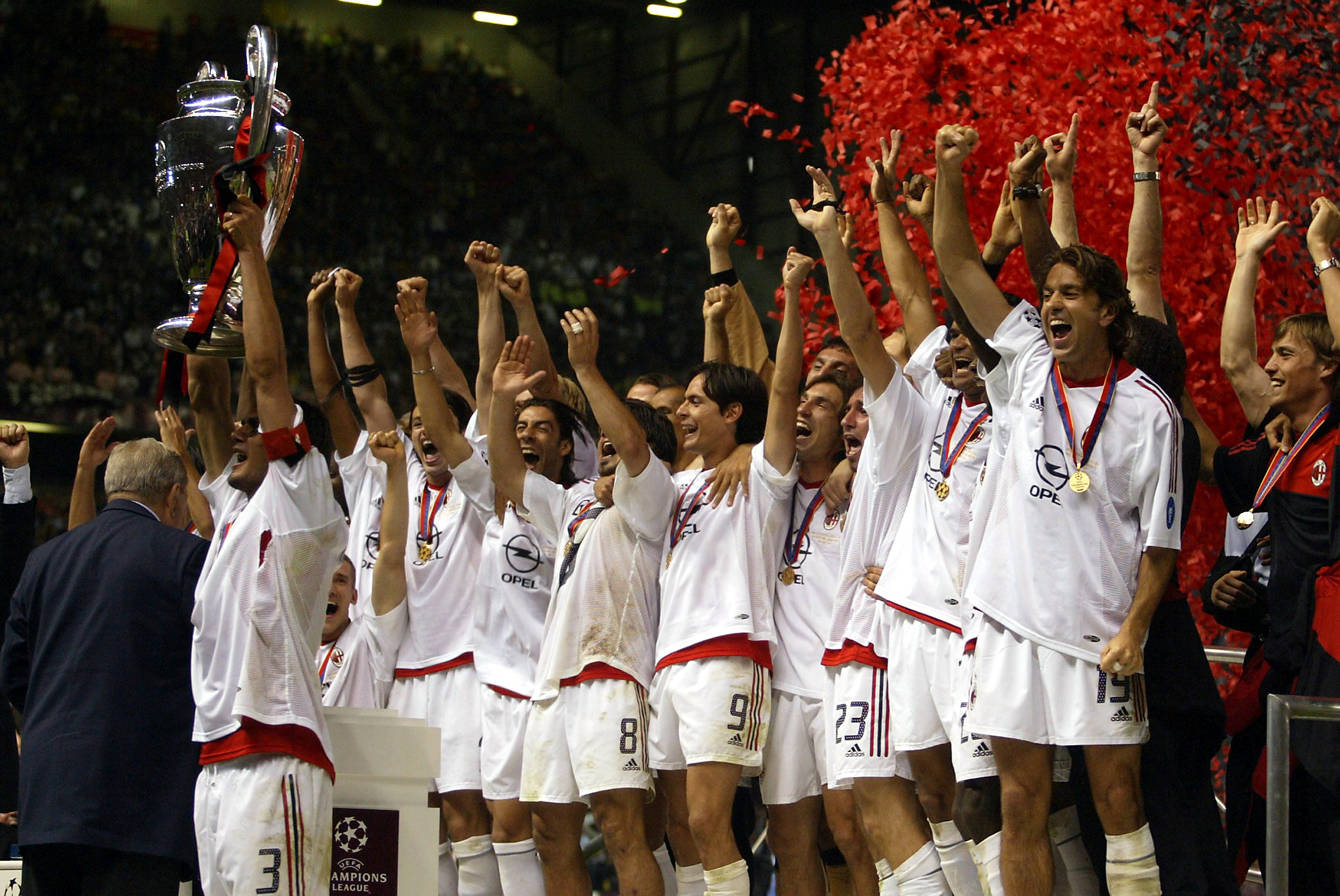
Paolo Maldini und die Mannschaft der AC Mailand bei der Siegerehrung nach dem Endspiel der UEFA Champions League 2002/03

### AC Mailand
International
- Europapokalsieger der Landesmeister/Champions-League-Sieger (5): 1989, 1990, 1994, 2003, 2007
- Weltpokalsieger (2): 1989, 1990
- Klub-Weltmeister: 2007
- UEFA-Super-Cup-Sieger (5): 1989, 1990, 1994, 2003, 2007

National
- Italienischer Meister (7): 1988, 1992, 1993, 1994, 1996, 1999, 2004
- Italienischer Pokalsieger: 2003
- Italienischer Supercupsieger (5): 1988, 1992, 1993, 1994, 2004

### Italienische Nationalmannschaft
- Vize-Weltmeister: 1994
- Vize-Europameister: 2000

### Individuelle Auszeichnungen
- Ritter (1991) und Offizier (2000) des Verdienstordens der Italienischen Republik
- Trofeo Bravo: 1989
- All-Star-Team der WM: 1990, 1994
- World Soccer Spieler des Jahres: 1994
- Vize-FIFA-Weltfußballer des Jahres: 1995
- All-Star-Team der EM: 1988, 1996, 2000
- WM-Elf des Jahrhunderts: 2002
- Premio Gianni Brera – Sportivo dell’anno (Gianni-Brera-Preis): 2002
- UEFA Team of the Year: 2003, 2005
- Aufnahme in die FIFA 100: 2004
- Serie-A-Verteidiger des Jahres: 2004
- FIFPro World XI: 2005
- UEFA Verteidiger des Jahres: 2007
- Gazzetta Sports Award: 2018 Aufnahme in die Kategorie „Legende“
- Hall of Fame des Italienischen Fußballs: 2012
- Wahl ins Ballon d’Or Dream Team (2020)
- Globe Soccer Award (Bester Sportdirektor des Jahres): 2022[4]

## Leistungen
- Paolo Maldini stand achtmal (1989, 1990, 1993–1995, 2003, 2005, 2007) in den Finals des Europapokals der Landesmeister bzw. der UEFA Champions League. Er hält damit zusammen mit Francisco Gento den Rekord an Finalteilnahmen in diesem Europapokalwettbewerb. Gento bestritt insgesamt noch ein Europapokalfinale mehr, da er 1971 auch im Europapokal der Pokalsieger das Finale erreichte.
- In der Champions-League-Saison 2002/03 stellte er mit 19 Spielen den Rekord für die meisten Einsätze in einer Spielzeit auf.
- Bis 2022 hielt er den Rekord der längsten Einsatzdauer bei Fußball-Weltmeisterschaften (2217 Minuten). Nur Lionel Messi erreichte mit 2314 Minuten eine längere Spieldauer.
- Nach seinem Ausscheiden als Fußballspieler bei der AC Mailand soll die Rückennummer von Maldini („3“) nicht mehr an einen anderen Spieler vergeben werden, es sei denn, einer seiner Söhne wird Profispieler bei der AC Mailand.

## Nach der aktiven Zeit

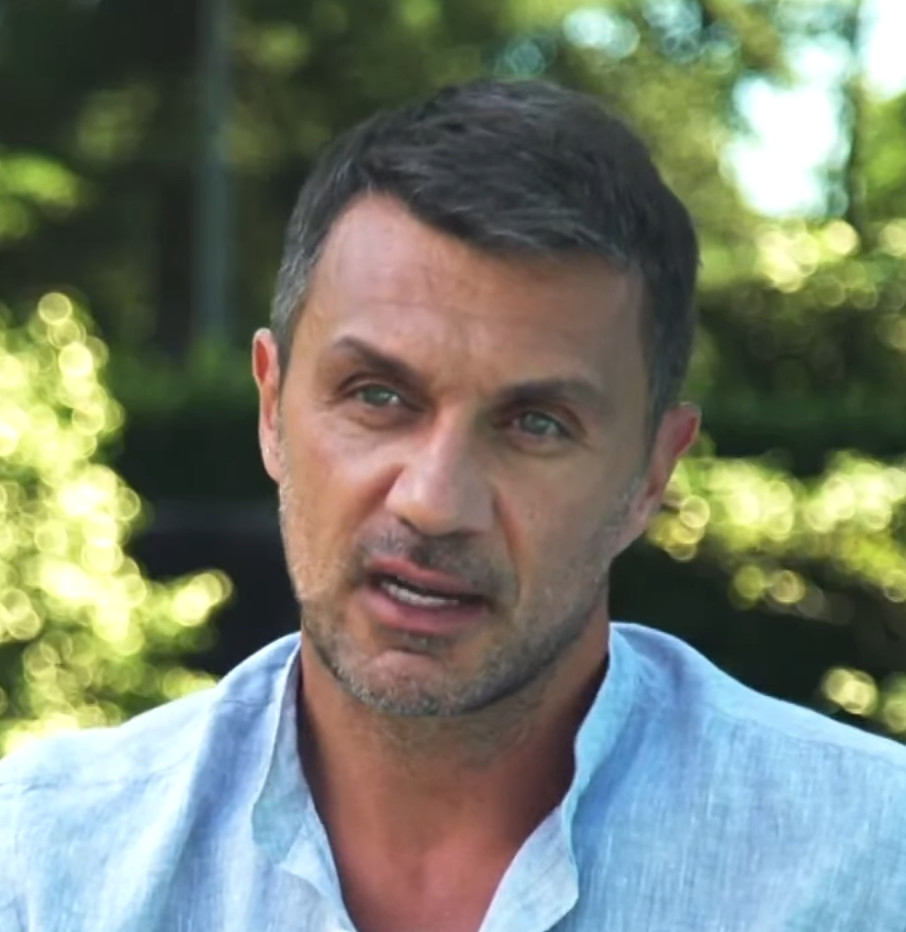
Paolo Maldini (2018)

Paolo Maldini ist seit 2015 Miteigentümer des Miami FC aus Florida.
Gelegentlich nimmt Maldini an Tennisturnieren teil, so erstmals mit 41 Jahren. Im Juni 2017 bekam er mit seinem Partner Stefano Landonio eine Wildcard für das Challengerturnier in Mailand. Die Teilnahme hatte die Paarung zuvor in einem Qualifikationsturnier erspielt.
Von 2018 bis 2019 war er als Direktor für strategische Entwicklung im Bereich Sport bei der AC Mailand tätig, anschließend von 2019 bis 2023 Technischer Direktor.

## Privates
Maldini hat fünf Geschwister. Er ist verheiratet und hat zwei Söhne. Sein 2001 geborener Sohn Daniel Maldini steht seit 2025 bei Atalanta Bergamo unter Vertrag und gab im Februar 2020 sein Debüt in der Serie A.

## Trivia
- Zum 1000. Serie-A-Einsatz für die AC Mailand kam die Familie Maldini durch Einsätze von Paolo (647), seinem Vater Cesare (347) sowie seinem Sohn Daniel (6). Das Jubiläum erfolgte als aktueller Tabellenführer am 6. Januar 2021 im Heimspiel gegen Juventus Turin, in welchem Daniel in der 81. Minute eingewechselt wurde.[9]
- Mit dem Gewinn der Meisterschaft 2021/22 wurden nun alle drei Generationen jeweils Meister mit der AC Mailand (Vater (4×) – Sohn (7×) – Enkel (1×)). Von den 19 „scudetti“ der AC Mailand gewann der Klub 12 mit einem Maldini im Kader.[10][11]